# Хонатан Есперікуета
Хонатан Есперікуета (ісп. Jonathan Espericueta, нар. 9 серпня 1994, Монтеррей) — мексиканський футболіст, що грав на позиції півзахисника.

## Клубна кар'єра
Вихованець клубу «УАНЛ Тигрес», де основним гравцем не був, тому здавався в оренду до клубу «Вільярреал Б», «Атлетіко Сан-Луїс» та «Пуебла».
Завершив ігрову кар'єру у команді «Атлетіко Веракрус», за яку виступав протягом 2020—2022 років.

## Виступи за збірні
У складі юнацької збірної Мексики (U-17) під керівництвом Рауля Гутьєрреса поїхав на домашній юнацький чемпіонат світу. Там він зіграв у всіх семи матчах і забив два голи — на груповому етапі проти Конго (2:1) і в півфіналі проти Німеччини (3:2), коли забив гол прямо з кутового (це був перший подібний випадок в історії юніорського чемпіонату світу). Мексиканці виграли титул чемпіонів світу серед юніорів, перемігши Уругвай у фіналі (2:0) на стадіоні «Ацтека», а Есперікуета був одним з найкращих гравців турніру, завдяки чому він отримав Срібний м'яч.
У лютому 2013 року Есперікуета був включений тренером Серхіо Альмагером до складу молодіжної збірної Мексики для участі в молодіжному чемпіонаті КОНКАКАФ. Там він зіграв три з п'яти можливих матчів (один з яких у стартовому складі) і забив гол з пенальті в овертаймі з США у фіналі (3:1), завдяки чому його команда виявилася переможцем і цього турніру. Через три місяці він взяв участь у престижному товариському турнірі в Тулоні, де зіграв у трьох матчах із чотирьох (два в стартовому складі), посівши зі своєю командою третє місце в групі, не пройшовши до плей-оф. 
У червні 2013 року був викликаний на молодіжний чемпіонат світу у Туреччині. Там, як основний гравець півзахисту, він зіграв усі чотири матчі від першої до останньої хвилини та забив гол зі штрафного в грі групового етапу з Грецією (1:2), а його успішні виступи викликали інтерес з боку європейських клубів. Мексиканці вилетіли з молодіжного чемпіонату світу в 1/8 фіналу, поступившись Іспанії 1:2.
У травні 2014 року Есперікуета був викликаний Раулем Гутьєрресом до олімпійської збірної Мексики на наступний турнір у Тулоні. Під час цього змагання, як і минулого року, він провів три матчі з чотирьох можливих (два в стартовому складі), а збірна Мексики посіла третє місце в групі. Через півроку він був включений до складу на Ігри Центральної Америки та Карибського басейну у Веракрусі, де був основним півзахисником своєї команди та зіграв у всіх можливих п'яти матчах у стартовому складі, забивши гол проти Гондурасу (5:2). Мексиканці, які тоді були господарями ігор, виграли золоту медаль чоловічого футбольного турніру після перемоги над Венесуелою у фіналі (4:1). У травні 2015 року він втретє поспіль взяв участь у Турнірі в Тулоні, де тричі вийшов (два в стартовому складі) і знову посів третє місце з командою Гутьєрреса. Через два місяці його викликали на Панамериканські ігри в Торонто, де він був ключовим гравцем своєї команди, зіграв усі п'ять матчів повністю і забив гол у грі групового етапу з Тринідадом і Тобаго (4:2), і його команда нарешті дійшла до фіналу, де програла Уругваю (0:1) і таким чином виграла срібну медаль Ігор.

## Титули і досягнення
- Чемпіон Мексики (1):

«УАНЛ Тигрес»: Апертура 2015